# Carlo Briani

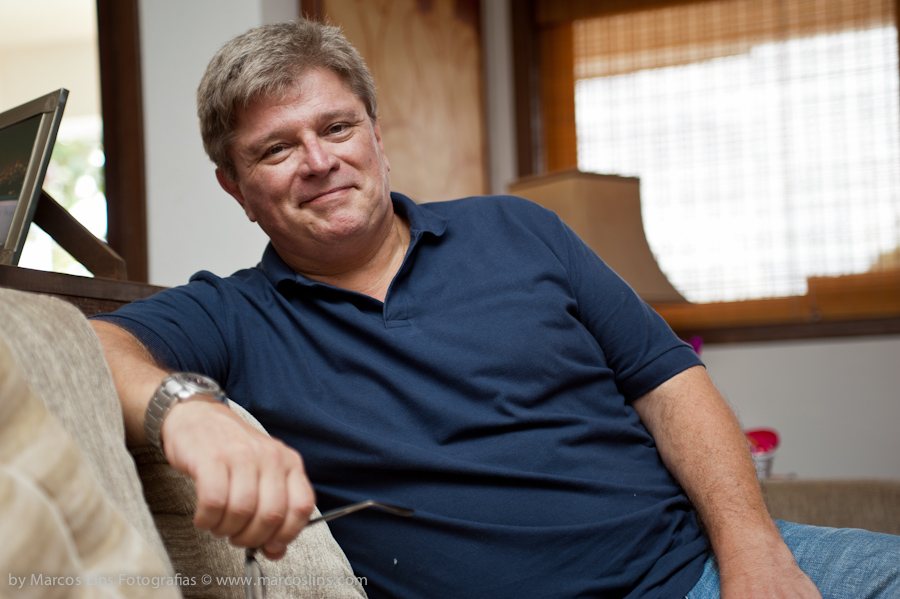
Carlo Briani nel 2012

Carlo Briani (Stra, 1º marzo 1955) è un attore e produttore televisivo italiano.

## Biografia

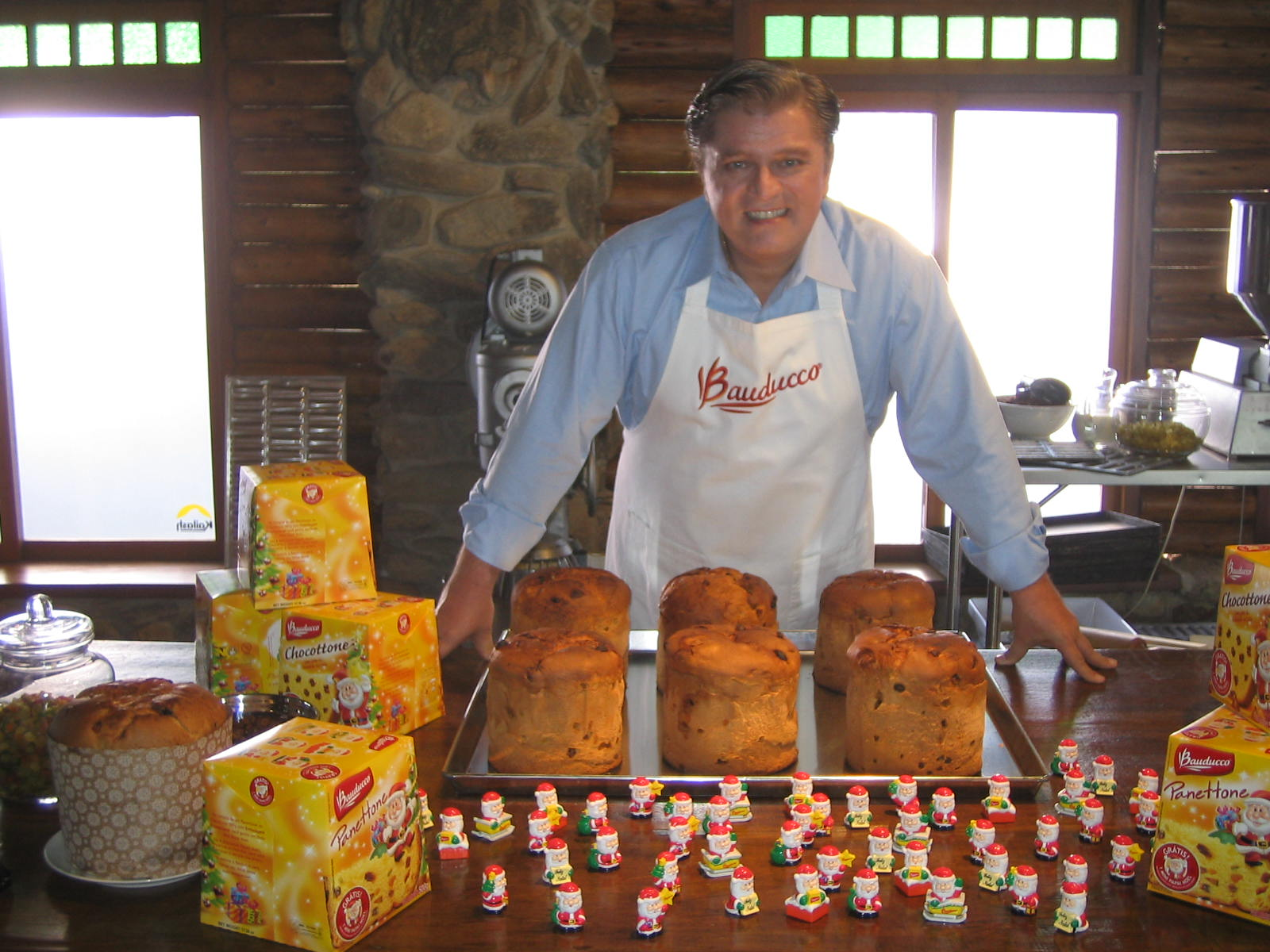
Carlo Briani testimonial Bauducco

Trasferitosi undicenne con la famiglia in Brasile, Carlo Briani ha vissuto poi nuovamente per alcuni anni nel suo Paese natale, dove ha compiuto la propria formazione di attore frequentando l'Accademia nazionale d'arte drammatica e il Centro sperimentale di cinematografia a Roma, per essere diretto quindi in teatro da Alessandro Fersen e Giorgio Strehler. Dopo il ritorno in Brasile, ha interpretato vari ruoli sulle scene, al cinema (importante la sua prova in Oriundi) e nelle telenovelas, tra cui Gli emigranti e Figli miei, vita mia. Dal 1988 al 1996 Carlo Briani è stato responsabile artistico di Telemontecarlo, per la quale ha prodotto le trasmissioni Appunti disordinati di viaggio, Clip Clip, Ho fatto 13!!!, Amici mostri; a lui si deve inoltre la distribuzione di alcune delle più famose telenovelas brasiliane come Happy End, Adamo contro Eva, Potere (in quest'ultima è tra gli interpreti). Nella stagione televisiva 1996-97 si è occupato della produzione dei programmi Disney per la RAI. Dal 1997 è il testimonial pubblicitario della Bauducco (Pandurata), industria dolciaria specializzata in panettoni, biscotti e prodotti di forno. 

## Vita privata
Sposato, ha due figlie.

## Filmografia

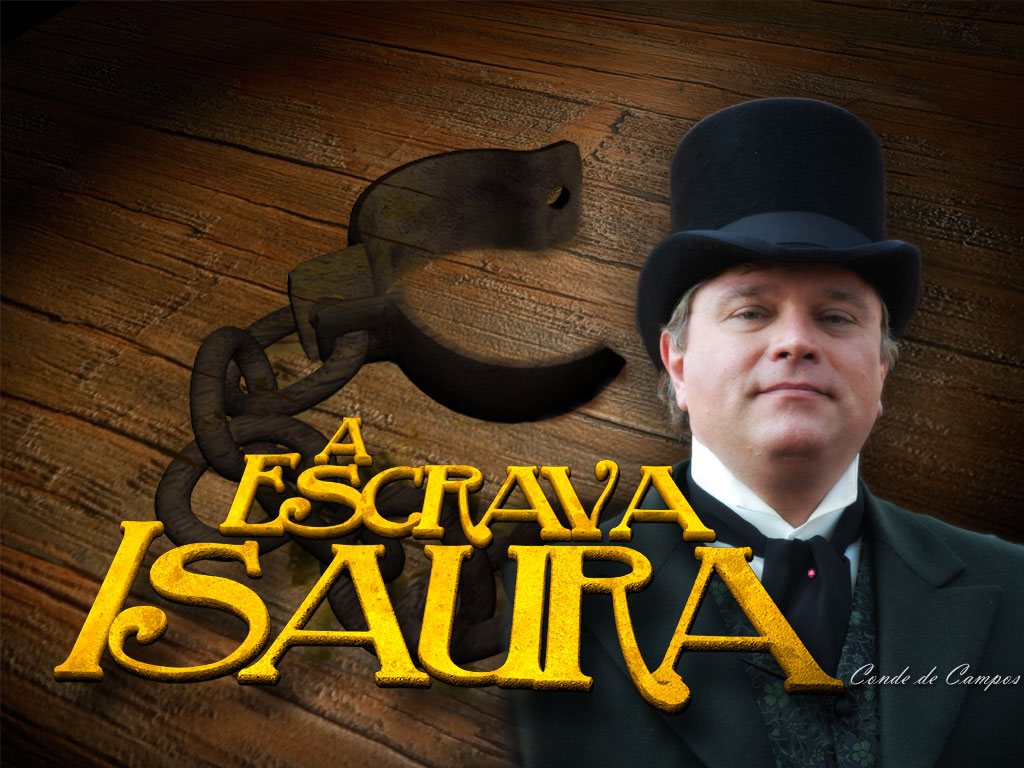
Carlo Briani nel ruolo del Conte di Campos nella telenovela A Escrava Isaura

### Telenovelas e miniserie
- Gli emigranti (Os imigrantes, 1981)
- Avenida Paulista (1982)
- Braço de Ferro (1983)
- Sabor de Mel (1983)
- Figli miei, vita mia (Meus filhos, minha vida, 1985)
- Potere (Roda de fogo, 1986)
- Diritto di amare (Direito de Amar, 1987)
- Estrela de Fogo (1998)
- Louca Paixão (1999)
- Marcas da Paixão (2000)
- Pícara Sonhadora (2001)
- Marisol (2002)
- A Escrava Isaura (2004)
- Essas Mulheres (2005)
- Paraíso Tropical (2007)
- Casos e Acasos (2008)
- Uma Rosa com Amor (2010)
- Insensato Coração (2011)
- Força-Tarefa (2011)
- Chiquititas (2014)
- BUUU (2015)
- Na Mira do Crime (2015)

### Film
- Jeitosa, Um Assunto Muito Particular (1983)
- A Mulher-Serpente e a Flor (1984)
- Oriundi (1998)
- Estômago (2007)
- A Mudança (2011)
- O Duelo (2014)
- Bem Casados (2015)
- Historia & Estorias (2016)

## Teatro
- Tre sorelle – regia di Alessandro Fersen
- Verrà la morte  - regia di A. Fersen
- Un Bastone e un telo – regia di Alessandro Fersen e Giorgio Strehler
- Village New York -  regia di Wolf Maya
- Band Age -  regia di José Possi Neto
- Hamlet –  regia di Márcio Aurélio
- Amafeu de Brussó – regia di Zeno Wilde
- Três Homens Baixos –  regia di Fernando Guerreiro
- Tal Pai Tal Filho – regia di Enio Gonçalves
- Perto do fogo – regia di Nick Ayer
- A Bruxa Morgana e o Enigma do Tempo – regia di Claudia Borioni
- La Mamma – regia di Carlos Thiré
- Nao sou Bistrot – regia di Leo Stefanini